# Georg Tobias Pistorius
Georg Tobias Pistorius, auch: Veronus Franck von Steigerwald; (* 25. Januar 1666 in Ullstadt; † 25. Januar 1745 in Weikersheim) war ein deutscher Jurist und Historiker.

## Leben
Aus einer Theologenfamilie stammend, studierte Steigerwald ab 1686 an der Universität Jena, der Universität Wittenberg, der Universität Halle und der Universität Gießen, die Rechtswissenschaften. Nachdem er 1689 geheiratet hatte, ging er nach Weikersheim, wo er die Stelle eines Geheimrates und Kanzleidirektors von Hohenlohe besetzte und bis 1730 zum Syndikus des fränkischen Kollegiums in Limburg aufstieg.
Pistorius hat zahlreiche juristische, historische und literarische Schriften verfasst. Sein bedeutendstes Werk ist das 1716 in Augsburg erschienene „Thesaurus paroemiarum Germanico-Juridicarum“. Darin analysiert er mit dem Blick auf die Anwendung 1000 Rechtssprichwörter. Er unterscheidet dabei nach der Anführung inhaltsgleicher Belegstellen, dem Beweggrund, dem anzuerkennenden Gedankeninhalt, dessen Erweiterung sowie deren Einschränkung oder Ablehnung. Zuweilen geht er darin auch auf die Nutzanwendung ein. Mit diesem Werk ist Pistorius zum Begründer der Rechtsparömiologie geworden.
Gemeinsam mit seinem Sohn Wilhelm Friedrich Pistorius gab er zudem 1731 in Nürnberg eine „Lebens-Beschreibung Herrn Gözens von Berlichingen, zugenannt mit der Eisern Hand/.../“ heraus. Diese hatte Pistorius durch umfangreiche Erläuterungen zu sprachlichen Besonderheiten, geschichtlichen Erklärungen und topographischen Einzelheiten erweitert. Dieses Werk war später für Johann Wolfgang von Goethe die Hauptquelle für sein bekanntes Drama Götz von Berlichingen. Zudem hat Pistorius noch Gelegenheitsgedichte verfasst und Kirchenlieder geschrieben.